# Parque Grove
El Parque Grove (en inglés: Grove Park) es el nombre que recibe un recinto deportivo de usos múltiples en la localidad de Charlestown, en San Cristóbal y Nieves un estado insular en las Antillas Menores. El equipo local BAS Stoney Grove Strikers usa como su sede principal esta instalación deportiva. El estadio tiene capacidad para recibir a al menos 1000 personas.